# Hector-Louis-Ferdinand Normand
Hector-Louis-Ferdinand Normand, francoski general, * 1885, † 1979.